# István Móna
Dans le nom hongrois Móna István, le nom de famille précède le prénom, mais cet article utilise l’ordre habituel en français István Móna, où le prénom précède le nom.
István Móna (né le 17 septembre 1940 à Nyíregyháza et mort le 28 juillet 2010 à Budapest) est un pentathlonien hongrois. Il participe aux Jeux olympiques d'été de 1968 où il remporte la médaille d'or par équipe. Il est également quatre fois champion du monde (1963, 1965, 1966, 1967) dans les épreuves par équipe.

## Palmarès

### Jeux olympiques
- Jeux olympiques de 1968 à Mexico,  Mexique
  -  Médaille d'or dans l'épreuve par équipe[1].

### Championnats du monde
- Championnats du monde de pentathlon moderne 1963
  -  Médaille d'or dans l'épreuve par équipe.
- Championnats du monde de pentathlon moderne 1965
  -  Médaille d'or dans l'épreuve par équipe.
- Championnats du monde de pentathlon moderne 1966
  -  Médaille d'or dans l'épreuve par équipe.
- Championnats du monde de pentathlon moderne 1967
  -  Médaille d'or dans l'épreuve par équipe.